# LaVell Blanchard
LaVell DeAaron Blanchard (Ann Arbor, 23 febbraio 1981) è un ex cestista statunitense, professionista in Europa e in Sudamerica.

## Palmarès
- McDonald's All-American Game (1999)